# François Julien-Laferrière
François Julien-Laferrière, né en 1944 à Chalo-Saint-Mars (Essonne, alors Seine-et-Oise) dans une famille de juristes (v. Firmin Laferrière et Edouard Laferrière), est professeur émérite de droit public de l’Université Paris-Sud 11, Faculté Jean Monnet (Droit, économie et gestion) à Sceaux.

## Biographie
Docteur en droit en 1974, auteur d’une thèse sur « La Contrôlerie générale de la République en Amérique latine » sous la direction de Roland Drago, il a été successivement directeur des programmes de l'École nationale d'administration (Escuela Nacional de Adiestramiento para Funcionarios Públicos) de Santiago du Chili en 1969-1970, assistant à la Faculté de droit de Sceaux (devenue Faculté Jean Monnet en 1992) de 1970 à 1975, maître-assistant puis maître de conférences à la Faculté des sciences juridiques, politiques et sociales de l'Université Lille II de 1975 à 1984 puis à la Faculté de droit de Sceaux de 1984 à 1990. Agrégé de droit public en 1990, il est professeur à l'Université de Limoges (1990-1993) puis de nouveau à la Faculté Jean Monnet (Université Paris-Sud) de 1993 à 2008, date à laquelle il prend sa retraite et devient professeur émérite.
Au cours de sa carrière, il a principalement enseigné le droit administratif, le contentieux administratif, le droit constitutionnel, les libertés publiques et droits fondamentaux, le droit des étrangers. Il a été directeur du département de la recherche de la Faculté Jean Monnet de 1994 à 2001, vice-doyen de 1998 à 2001 et a dirigé l’Institut d’études de droit public (IEDP) de 2003 à 2008. 
Il a également enseigné à l’École nationale d'administration (France), à l’Institut d’études politiques de Paris, à l’Institut International des Droits de l'Homme de Strasbourg et à l’Institut international de droit humanitaire de San Remo (Italie). Il a été professeur invité de l’Université Pontificia de Comillas de Madrid, de l’Université de Pérouse (Italie), de l’Université de Tunis, de l’Université nationale autonome du Mexique et de l’Instituto Tecnológico y de Estudios Superiores de Monterrey, campus Estado de México (Mexique).
Il est membre honoraire pour la France du Réseau Odysseus (Réseau académique d’études juridiques sur l’asile et l’immigration en Europe). Il a également été juge assesseur à la Cour nationale du droit d'asile (2012-2015).
Il a en outre été avocat au barreau de Paris, collaborateur du cabinet d’avocats aux Conseils Waquet-Farge-Hazan (1974-1994). 
Il a exercé diverses responsabilités associatives dans le domaine de la défense du droit des étrangers : président du comité des juristes pour le Chili de 1984 à 1990, secrétaire général puis vice-président de France terre d’asile de 1983 à 1999, président de l’Association nationale d’assistance aux frontières pour les étrangers de sa création en 1989 jusqu’en 1999. Il est également membre du GISTI et du Comité de soutien de l’Association Primo Levi (soins et soutien aux personnes victimes de la torture et de la violence politique.
Ses travaux et publications portent principalement sur le droit des étrangers, le droit d’asile et le droit des réfugiés, sur les droits de l’homme et sur le contentieux administratif.
Depuis qu'il a pris sa retraite, il se consacre principalement à la diffusion du droit constitutionnel et administratif français en Amérique latine. Il participe régulièrement à des colloques avec des juristes latino-américains et européens dans le cadre de l'Association internationale de droit administratif (Asociación Internacional de Derecho Administrativo, AIDA), de l'Association mondiale de justice constitutionnelle (Asociación Mundial de Justicia Constitucional), dont il est le directeur de la section française, de l'Association mexicaine de droit administratif (Asociación Mexicana de Derecho Administrativo) et de l'Association argentine de justice constitutionnelle (Asociación Argentina de Justicia Constitucional), dont il est membre d'honneur.

## Principaux ouvrages
- Les Députés fonctionnaires sous la monarchie de Juillet, Paris, PUF, coll. Travaux et recherches de la Faculté de droit de Paris, série “Science administrative”, 1970.
- L’organisation des Etats américains, Paris, PUF, Dossiers Thémis, série “Institutions et droit international”, 1972.
- Droit des étrangers, Paris, PUF, coll. “Droit fondamental”, 2000.
- Europe : enjeux juridiques, économiques et de gestion, codir. et avant-propos avec Jean-Pierre Faugère, L’Harmattan, 2001.
- Le droit d’asile en question, Paris, La Documentation française, “Problèmes politiques et sociaux ”, 2002.
- La politique européenne d’immigration et d’asile : bilan critique cinq ans après le traité d’Amsterdam, codir. avec Henri Labayle et Örjan Eldström, Bruylant, Bruxelles, 2005.
- Ideas e Instituciones Constitucionales en el Siglo XX, codir. et préface avec J. Gamas Torruco, Eric Millard et Diego Valadés, Ed. Siglo XXI (Mexico), 2012.